# 新地インターチェンジ
新地インターチェンジ（しんちインターチェンジ）は、福島県相馬郡新地町大字駒ケ嶺にある、常磐自動車道のインターチェンジ。

## 歴史
- 2014年（平成26年）12月6日：相馬IC - 山元IC間開通に伴い、供用開始[1]。

## 周辺
- 相馬中核工業団地西地区
- 相馬港
- 相馬共同火力発電所
- 駒ケ嶺駅（JR東日本・常磐線）
- 釣師浜海水浴場
- 鹿狼山

## 道路
- E6 常磐自動車道（24番）

## 接続する道路
- 直接接続
  - 国道113号

## 料金所
料金所は終日無人のため、一般レーンを利用する場合は自動精算機にて精算することとなる。
- ブース数：4

### 入口
- ブース数：2
  - ETC専用：1
  - 一般：1

### 出口
- ブース数：2
  - ETC専用：1
  - 一般：1

## 隣
E6 常磐自動車道
(23)相馬IC -  (24)新地IC  - (25)山元南SIC - (26)山元IC